# Mądre
Mądre – wieś w Polsce położona w województwie wielkopolskim, w powiecie średzkim, w gminie Zaniemyśl.
Wieś duchowna, własność biskupstwa poznańskiego, pod koniec XVI wieku leżała w powiecie pyzdrskim województwa kaliskiego. W latach 1975–1998 miejscowość administracyjnie należała do województwa poznańskiego.
W Muzeum Archidiecezjalnym w Poznaniu znajduje się gotycka rzeźba Matki Boskiej Tronującej z XIV wieku, pochodząca z tutejszej wsi.